# Tunbyholms slott
Tunbyholms slott, är ett slott i Smedstorps socken i Tomelilla kommun i Skåne.
Slottet är beläget drygt en mil nordöst om Tomelilla, mellan Smedstorp och Sankt Olof. Anläggningen består i dag av en tvåvåningsbyggnad med gula fasader, vita pilastrar och fönsteromfattningar samt två friliggande flyglar med kvadratiska plan och pyramidformade tak. Slottet har under tidernas lopp genomgått stora förändringar.  

## Dansktiden
Sätesgården låg ursprungligen i byn Tunby/Tundby. Den omtalas första gången i början av 1400-talet, då den ägdes av Katrine Jensdatter Rud. Hur den äldsta sätesgården såg ut vet man inte. Vid arvskiftet efter fru Katrine 1440 tillföll gården sondottern Ide Eskildsdatter Falk och hennes man Mogens Axelsen Gjøe, vilken var länsherre på Köpenhamns slott. Deras son, riksmarsken Eskil Gjøe, skrev sig på 1490-talet till Tunbyholm. Förmodligen flyttades sätesgården under hans tid från byn till den holme i sjön där slottet nu ligger.
Det nuvarande slottet uppfördes ursprungligen 1634 - cirka 1640 och var då det kanske mest framstående exemplet i Skåne på Christian IVs renässansstil. Den siste danske ägaren var Jochum Gersdorff som deltog i Malmö sammansvärjning och sedan fick lämna Skåne. Tunbyholm var ett av de gods som danskarna gav till svenska staten i utbyte mot Bornholms frihet, det så kallade Bornholms vederlag.

## Svensktiden
På 1660-talet tilldelades den tyskfödde översten Hans Christoffer Kock von Crimstein godset som tack för sina tjänster. Han var en veteran från trettioåriga kriget som slagits på svensk sida och blev känd på Österlen för sina hårda tag mot bönderna och snapphanarna. I juni 1676 återtogs Tunbyholm av danska staten och magister Knud Knudsen Rønnow blev kungsfogde över Tunbyholm, Smedstorp och Onslunda gods. Svenskarna fortsatte dock kampen och i november det året kom Kock von Crimstein tillbaks till Tunbyholm. Det fördes bittra strider i området, men slottet och Skåne förblev i svensk ägo. 
Under senare delen av det skånska kriget var en svensk trupp på 200 män posterade på Tunbyholm för att försäkra kommunikationslinjen mellan Malmö och Ystad. År 1679 uppges Kocks svärfar, general Barthold de Mortaigne, i svenska riksregistraturet att vara ägare till Tunbyholm, Onslunda och Dälperöd. Tunbyholm var då helt utbränt och förstört efter alla stridigheter. Återuppbyggnaden skedde först under följande sekel. 
Nuvarande ägare är Peter Akrell.